# 新啼笑姻緣 (1964年電影)
《新啼笑姻緣》（英語：Between tears and smiles）是1964年邵氏出品的一部香港古裝黑白劇情片，由邵氏全體導演岳楓、陶秦、何夢華、嚴俊、羅臻、薛群、王星磊、文石凌等聯合執導，李麗華、關山、凌波及井淼主演，改編自張恨水的長編小說《啼笑因緣》。電影講述民初動盪時代下的愛情離合。李麗華及井淼憑本片分別奪得第3屆金馬獎最佳女主角和最佳男配角。

## 背景
當年邵氏公司與電懋公司競爭搶拍《啼笑因緣》，最終邵氏搶先拍成並上映本片，於台灣上映時片名《故都春夢》；電懋則在晚一個月後上映《啼笑姻緣》，又名《京華春夢》。

## 劇情
民國初年，富家子范嘉樹（關山 飾）求學於北京大學，假日在天橋茶寮聽歌，對唱大鼓的歌女沈鳳仙（李麗華 飾）一見傾心。離開後在大街上遇上了賣藝父女關壽風（王豪 飾）和關秀珠（凌波 飾），他們因逆了一名下級軍官之意而遭到毆打，范嘉樹見狀相救，軍官知其為軍需處長陶柏禾（高原  飾）之表弟而知難而退。父女邀請嘉樹到小酒館相謝，秀珠對這位挺身而出的正義青年非常愛慕。陶柏禾介紹財政廳長女兒何麗霞（李麗華 飾）予嘉樹認識，樹覺其相貌與歌女沈鳳仙相像，多看了幾眼而被麗霞誤以為郎君有意，邀他共舞。麗霞高傲刁蠻，嘉樹沒有依約前往慶祝其父壽辰，即大發小姐脾氣。
范母（陳燕燕 飾）病重，嘉樹返鄉探病，鳳仙之叔父趨炎附勢，乘機拉攏侄女與軍閥張大帥（井淼 飾）結親。鳳仙堅拒，卻被強搶至大帥府，以槍斃其叔叔作為要脅，鳳仙被張大帥玷污了清白。關秀珠偽裝女傭冒險混入大帥府，設計讓嘉樹與鳳仙相會，二人計劃私逃。不料被張識破，秀珠伺機拔刀刺殺，鳳仙逃出生天與嘉樹得成眷屬。

## 角色
| 演員     | 角色   | 備註                   |
| 李麗華   | 沈鳳仙 | 歌女                   |
| 李麗華   | 何麗霞 | 富家女                 |
| 關山     | 范嘉樹 | 杭州富家子，到北京求學 |
| 凌波     | 關秀珠 | 賣藝少女               |
| 井淼     | 張大帥 | 軍閥                   |
| 王豪     | 關壽風 | 關秀珠之父             |
| 歐陽莎菲 | 月琴   |                        |
| 蔣光超   | 沈三叔 |                        |
| 高原     | 陶柏禾 | 軍需處長，范嘉樹之表哥 |
| 李影     | 李師長 |                        |
| 陳燕燕   | 沈母   | 范嘉樹之母，病重       |
| 雷鳴     | 黃國生 |                        |
| 田豐     | 丁副官 |                        |
| 陳厚     |        | (客串)                 |
| 丁紅     |        | (客串)                 |
| 金峰     |        | (客串)                 |
| 方盈     |        | (客串)                 |
| 李菁     |        | (客串)                 |
| 李婷     |        | (客串)                 |
| 張仲文   |        |                        |
| 張沖     |        | (客串)                 |
| 高寶樹   | 陶太太 | (客串)                 |
| 秦萍     |        | (客串)                 |
|          |        | (客串)                 |
| 彭鵬     |        | (客串)                 |
| 杜娟     |        |                        |
| 胡金銓   |        | (客串)                 |
| 金漢     |        | (客串)                 |
| 邢慧     |        | (客串)                 |
| 張燕     |        | (客串)                 |
| 李昆     | 乞丐   | (客串)                 |
| 顧媚     |        | (客串)                 |
| 陳麗麗   |        |                        |
| 夏儀秋   |        |                        |

## 花絮
- 在邵氏電影公司最初發表的《新啼笑姻緣》演員陣容中，關秀珠一角由台灣女演員穆虹出演[6]。

## 獎項
| 年份 | 頒獎典禮    | 獎項       | 名字   | 結果 |
| ---- | ----------- | ---------- | ------ | ---- |
| 1965 | 第3届金馬獎 | 最佳女主角 | 李麗華 | 獲獎 |
| 1965 | 第3届金馬獎 | 最佳男配角 | 井淼   | 獲獎 |

## 外部連結
- 香港影庫上《新啼笑姻緣》的資料（繁體中文）
- 时光网上《新啼笑姻緣》的資料（简体中文）
- 豆瓣电影上《故都春夢》的資料 （简体中文）
- AllMovie上《新啼笑姻緣》的资料（英文）
- 互联网电影数据库（IMDb）上《新啼笑姻緣》的资料（英文）